# Fioltillverkning i Cremona
Cremonas traditionella fioltillverkning är en gammal form av hantverk som är typisk i Cremona i Italien där stråkinstrument såsom fioler, altfioler, cellos och kontrabasar har tillverkats sedan 1500-talet.
Den "traditionella fioltillverkningen i Cremona" (officiellt namn på italienska: "Saperi e saper fare liutario della tradizione cremonese") förklarades som ett immateriellt kulturarv av Unesco år 2012, under den sjunde säsongen av den mellanstatliga kommittén i Paris.

## Teknik
Stränginstrument kan tillverkas med olika metoder, men Cremonas fiolbyggare utvecklade en teknik som anses vara unik i världen.
Varje instrument är handgjort och ihopsatt med fler än 70 olika delar av trä. Varje del av en ny fiol kräver en specifik teknik, som är kontinuerligt anpassad enligt den akustiska responsen hos varje trädel. På grund av detta är det omöjligt att få två exakt identiska fioler. Varje del av fiolen ska vara gjort med en specifik typ av trä, som är noggrant utvald och naturligt torkad, så att framställningen varken är framtvingad eller artificiell.
Vid tillverkning av Cremonas traditionella fiol är det inte möjligt att använda någon industriell eller semi-industriell del, samt att det är förbjudet att använda spraymålning. Många element hos det musikaliska instrumentet ser dekorativa ut, men är högst funktionella för att ge kraft och ljudförstärkning, eller för att skydda instrumentet från att gå sönder av misstag.
Fiolkonstruktionsprocessen följs personligen av en fiolbyggare i varje fas, från träd till färdigt instrument. Därför kan en fiolbyggare i Cremona endast tillverka 3–6 fioler per år.
Den traditionella fioltillverkningen kräver stort kunnande om alla naturliga material och tekniker som har gått i arv i generationer sedan 1500-talet, då fioltillverkningen i Cremona blev populär, tack vare skickligheten hos fiolbyggaren Amati, som sedan förbättrades och förfinades av Stradivari, Guarneri och Bergonzi.

## Skydd
Den gamla traditionen hos Cremonas fioltillverkning skyddas av två tillsynsorgan: Stradivari fioltillverkares konsortium och den italienska fioltillverkningsföreningen, vilken representerar mer än 140 hantverkare. Dessutom grundades Cremonas internationella fioltillverkningsskola (Scuola Internazionale di Liuteria di Cremona) i Cremona den 12 september 1938.
Efter UNESCO:s erkännande öppnades ett nytt fiolmuseum (Museo del violino) vid Palazzo dell'Arte i Cremona, helrenoverat och med ett nytt auditorium för att lyssna på musik som spelas med gamla och nya instrument som tillverkats i Cremona.     